# Konrad-Lorenz-Institut für Vergleichende Verhaltensforschung
Das Konrad-Lorenz-Institut für Vergleichende Verhaltensforschung (KLIVV) ist ein Forschungsinstitut der Veterinärmedizinischen Universität Wien. Ziel der Forschung ist es, „Grundlagenwissen zu schaffen und damit auch zur Lösung von Problemen im Bereich Natur- und Artenschutz beizutragen.“

## Geschichte
Das Konrad-Lorenz-Institut für Vergleichende Verhaltensforschung wurde 1945 im 16. Wiener Gemeindebezirk von Otto Koenig und Lilli Koenig als Biologische Station Wilhelminenberg gegründet. Von Konrad Lorenz’ Arbeit inspiriert, gründeten sie das Institut, um vergleichende Verhaltensforschung (Ethologie) unter Berücksichtigung evolutionärer Aspekte zu betreiben. Irenäus Eibl-Eibesfeldt, der während seines Biologiestudiums an der Universität Wien von 1946 bis 1949 auf dem Gelände mitarbeitete und dank des dort vorhandenen Teichs mit einer Studie zur Paarungsbiologie der Erdkröte (Bufo bufo) zum Dr. phil. promoviert wurde, beschrieb 1985 die Gründung der „Station Wilhelminenberg“: Otto Koenig habe 1945 sechs leere Militärbaracken gegenüber von Schloss Wilhelminenberg eigenmächtig besetzt, das Gelände mit schriftlichen Zutrittsverboten umgeben und als Biologische Station Wilhelminenberg ausgewiesen. Gemeinsam mit Eibl-Eibesfeldt seien anfangs weitere sechs Studenten mit verhaltensbiologischen Studien tätig geworden: Edmund Frühmann, Ilse Gilles, Kurt Gratzl, Heinz Prechtl, Wolfgang Schleidt und Eberhard Trumler. „Für ihre Forschung hielten Otto und Lilli Koenig zahlreiche Tiere in Volieren, Aquarien und Gehegen auf dem großzügigen Institutsgelände.“
1967 ging aus der Biologischen Station Wilhelminenberg das Institut für Vergleichende Verhaltensforschung der Österreichischen Akademie der Wissenschaften hervor, dessen Leiter blieb weiterhin Otto Koenig, bis zu seiner Pensionierung im Jahr 1984. Danach wurde von der Österreichischen Akademie der Wissenschaften Dr. Hans Winkler, Ornithologe, Evolutionsbiologe und späterer Professor an den Universitäten Wien und Salzburg, zum Instituts-Chef bestellt. In seine Amtszeit als Direktor von 1985 bis 1987 und von 1991 bis 2002 fiel die vollständige Umgestaltung des Institutsgeländes, die Errichtung von neuen Gebäuden und modernen Laboratorien, die Aufstockung des wissenschaftlichen Personals um international anerkannte Evolutionsbiologen sowie der Aufstieg des Instituts zu einer Spitzenforschungseinrichtung von Weltrang. Während Winkler seinen eigenen ausgedehnten Forschungstätigkeiten vorwiegend im Ausland nachkam, wurde die Leitung zwischen 1987 und 1991 von Wolfgang Schleidt übernommen.
1989 wurde von der Österreichischen Akademie der Wissenschaften das Institut – nach dem Tod von Konrad Lorenz – in die heutige Bezeichnung umbenannt. 2002 wechselte turnusmäßig das Amt des Direktors von Hans Winkler zum U.S.-Wissenschaftler Dustin J. Penn, PhD. Zum Jahresbeginn 2011 wurde das Institut mit dem Forschungsinstitut für Wildtierkunde und Ökologie der Veterinärmedizinischen Universität Wien zusammengeführt; es ist unter dem 1989 gegebenen Namen Teil des Departments für Integrative Biologie und Evolution der Veterinärmedizinischen Universität Wien. Durch die Zusammenlegung entstand ein Zentrum mit rund 80 Wissenschaftern.

## Forschung
Die Forschung am Konrad-Lorenz-Institut für Vergleichende Verhaltensforschung konzentrierte sich zunächst auf die sexuelle Selektion und auf sexuelle Konflikte. Grundfrage war, anhand welcher Merkmale ein Weibchen seinen Sexualpartner aus einer gegebenen Anzahl von Männchen auswählt. Die Forschungsthemen reichen 2011 von der Verhaltensforschung und Evolution bis zur Erforschung physiologischer Anpassungen von Wildtieren an die ökologischen Bedingungen in ihren Lebensräumen.